# 24 Dywizja Piechoty (LWP)
24 Dywizja Piechoty (24 DP) – związek taktyczny piechoty Wojska Polskiego.
Dywizja sformowana została w 1951. Organizowana była według etatów dywizji piechoty typu B „konna mała”. W 1952 została rozformowana. Jej sztab stacjonował w Zambrowie.
Podlegała bezpośrednio dowódcy Okręgu Wojskowego Nr I.

## Skład i rozmieszczenie w 1952
| Nazwa jednostki                        | Miejsce stacjonowania | Numer   |
| -------------------------------------- | --------------------- | ------- |
| Dowództwo 24 Dywizji Piechoty          | Zambrów               |         |
| 81 pułk piechoty                       | Zambrów               |         |
| 86 pułk piechoty                       | Zambrów               |         |
| 98 pułk piechoty                       | Ostrów Mazowiecka     |         |
| 138 pułk artylerii lekkiej             | Łomża                 |         |
| 57 dywizjon artylerii przeciwpancernej | Zambrów               | JW 5919 |
| 21 dywizjon artylerii przeciwlotniczej | Zambrów               | JW 5960 |
| 62 batalion saperów                    | Ostrów Mazowiecka     | JW 5720 |
| 58 batalion łączności                  | Zambrów               |         |
| 43 kompania obrony przeciwchemicznej   | Zambrów               |         |
| pluton zwiadu                          | Zambrów               |         |
| pluton samochodowy                     | Zambrów               |         |

## Dowódcy dywizji
- płk Andrzej Freń